# 柳沢敦
柳沢 敦（やなぎさわ あつし、1977年5月27日 - ）は、富山県射水郡小杉町（現・射水市）出身のサッカー指導者、元サッカー選手。現役時のポジションは主にフォワード（FW）。元日本代表。
J1リーグ在籍17年連続ゴールのリーグ記録を持つ（2014年時点）。2002年と2006年にはFIFAワールドカップを経験している。
妻はモデルの小畑由香里。

## 来歴

### 学生時代
1977年生まれ。当時父親は地元の運送会社に勤めていたが、後にラーメン店を開いた。柳沢は小学校1年になると小杉SSCに入団してサッカーを始め、中学時代にはFCひがしジュニアユースに所属し、U-15日本代表に選出されている。富山第一高等学校では3年連続で国体および高校総体への出場を経験し、高校3年時の高校選手権では超高校級選手として大会の目玉となりJリーグのスカウトの注目を集めた。

### Jリーグ時代
Jリーグの13チームから声がかかり、その中から鹿島アントラーズへの加入を選択する。5月にナビスコ杯福岡戦でプロデビュー。この年はリーグ戦で5得点を挙げている。翌1997年は8得点を挙げて新人王に選出され、更に1998年にも22得点を記録するなど鹿島のエースに成長した。岡田ジャパンでフル代表へ初招集され、1998年2月15日の親善試合オーストラリア戦で代表デビューを飾った。4月4日の対京都戦では1試合4得点を記録している。5月5日の対磐田戦でもハットトリックを達成。しかし、代表での得点はなく（後述）、岡田監督からはゴールへの執着心に欠ける点を指摘され、フランスW杯の最終メンバーからは外れた。
1999年に日本代表監督に就任したトルシエの指揮するU-23代表のエースとして期待されていたが、シドニー五輪アジア1次予選最中にチームを無断で抜け出して、当時の恋人梨花と密会していたことが原因となり、チームから強制的に外され、その後も一時期代表に呼ばれなくなった。五輪チームでは長く続いた無得点スランプから抜け出し、やっと得点を決めた直後の出来事であった。
2000年、5月20日のサンフレッチェ広島戦でキャリア初のレッドカードを受けた。6月6日に行われたハッサン2世国王杯のジャマイカ戦でフル代表初ゴールを挙げた。レバノンで開催されたアジアカップ決勝のサウジアラビア戦では高原直泰との交代で途中出場したものの、絶好の決定機にシュートしないなど、消極的なプレーにいらだったトルシエ監督によってわずか7分後に奥大介との交代を命じられた。
2001年は1stステージ第6節浦和レッズ戦でシーズン初得点を挙げると、公式戦4戦連続ゴールを記録するなど復調。優勝のかかった東京ヴェルディ戦では2得点を挙げて2ndステージ優勝に大きく貢献。リーグ戦では98年シーズン以来となる2桁得点・12得点を挙げ鹿島のJリーグ優勝に貢献しJリーグベストイレブンを受賞した。
2002 FIFAワールドカップ日本代表に選出される。ベルギー戦終了後に首を痛め、3戦目のチュニジア戦時には激しい痛みに襲われ完全に動かなくなり、トルコ戦では起用されなかった。ロシア戦で決勝点につながるアシストを記録するなどチームのベスト16進出に貢献し、中田英寿からはチーム内のMVPと称賛されている。
2003年シーズンは開幕前の怪我の影響もありエウレルや平瀬智行にスタメンを譲る時期もあったものの、7節以降はスタメンを再奪取した。7月5日にホームで行われたジュビロ磐田戦を最後にイタリアセリエAの古豪サンプドリアに期限付きで初の海外移籍を果たした。同年12月24日にはモデルの小畑由香里と入籍。

### セリエA時代
2003-04シーズンはサンプドリアでリーグ戦15試合に出場するも無得点に終わった。クラブ側に契約延長の意思は無くサンプドリアを退団、引き続き海外でのプレーを希望し、同セリエAのFCメッシーナと契約、鹿島からの1年間の期限付き移籍の形をとった。
2004-05シーズンはメッシーナ移籍後、8月22日コッパ・イタリアの1回戦でアチレアレから1ゴール1アシストの活躍でイタリア公式戦初ゴールをあげ、レッジーナとの海峡ダービーで決勝アシストを決め「柳沢は海峡の王様だ」との見出しが地元紙に載るなどしたが、 リーグ戦では22試合で無得点に終わる。またこの期間、ジーコからも日本代表の招集がかからなくなった時期があった。シーズン途中からMFとして主に左サイドで起用されるようになる。W杯アジア最終予選イラン戦を控えた2005年3月22日、藤田俊哉の負傷離脱後に日本代表に緊急招集。これが2004年7月13日の親善試合セルビア・モンテネグロ戦以来8カ月ぶりの招集だった。イラン戦では途中出場を果たし、福西のゴールにつながるポストプレイをこなした。6月3日のバーレーン戦では1トップとして先発に復帰し、W杯出場のかかった6月8日の北朝鮮戦では5試合523分ぶりの決勝ゴールを挙げた。またコンフェデレーションズ杯のメキシコ戦では難易度の高いゴールを決める活躍を見せた。
2005-06シーズン開幕前には柳沢本人が残留を希望し、メッシーナに完全移籍を果たす。ただ、この時はメッシーナ側に移籍金を満額払える余裕はなかったため移籍金の半額だけ払うという「共同保有」の形を取った。そのため、契約が満了した場合の優先交渉権は鹿島に残り、Jリーグのクラブが獲得を打診する際の窓口も鹿島になるという形を取った。シーズン開幕前には今年の注目選手として特集記事を組まれるなど、一定の評価を得ていたが、出場機会は乏しくノーゴールが続いた。苦しい時期が続いたが日本代表に招集されたホンジュラス戦では2ゴールを挙げるなどの活躍もみせた。ドイツW杯の出場に向け、12月には出場機会の少ないことに不満を訴えクラブに移籍を希望。2006年2月28日に契約は解除され、2006年3月からW杯終了の6月末まで古巣鹿島への期限付き移籍という形で了承された。

### Jリーグ復帰
2006年の鹿島では背番号は13番をつけ、復帰戦となった3月5日のJ1開幕戦のサンフレッチェ広島戦ではスタメンでフル出場、ハットトリックを達成した。これがJリーグでは、自身3度目のハットトリックとなった。しかし、3月25日の千葉戦で右足の痛みを訴えて交代、翌日に右第5中足骨骨折で全治2カ月と診断された。怪我の影響が心配される中、2006年ドイツW杯日本代表の23人に選出され2試合に出場したが、消極的なプレーに終始し、クロアチア戦では決定機を外し無得点に終わり批判を浴びる。結果的にこのクロアチア戦が日本代表として出場した最後の試合となった。W杯終了後にはレンタル元のメッシーナとの交渉により鹿島へ完全移籍したが、J復帰元年は4得点に終わった。
2007年シーズン前には本田泰人の引退を受けて鹿島の新主将、選手会長に就任した。リーグ戦ではクラブワーストとなる開幕5試合勝ちなしを喫するなど躓いたものの、6節横浜FC戦でシーズン初勝利に導くシーズン初ゴールをあげ、7節清水エスパルス戦でも2ゴールをあげたが、この試合で負傷し長期離脱。ナビスコ杯準々決勝第2戦の広島戦で85日ぶりに復帰し、2アシストを記録。しかし、リーグ戦では第5節を最後にフル出場がなく、田代有三、興梠慎三の台頭でスタメン落ちも多くなっていた。そうした中で、シーズン終了後にクラブに移籍志願をしたと報じられた。天皇杯決勝ではダニーロの得点をアシストし、クラブに11個目のタイトルをもたらしたのを置き土産に鹿島を退団した。
2008年、出場機会を求め多くのクラブが獲得を打診する中で京都サンガF.C.への移籍を決断した。低迷するチームの残留に貢献し、3月16日に移籍後リーグ2戦目の大宮戦で、ゴール前での混戦からこぼれ球を決め移籍後初ゴールを決める。夏場以降はコンスタントに得点を重ね続け、従来課題であった得点力を改善し、自身2001年以来の二桁得点、同季の日本人最多得点である14得点を記録した。同年は7年ぶりにJリーグベストイレブンにも選出された。
2009年もエースとして期待されたが、開幕前に痛めた左ひざの影響で本調子が出ずに4月に半月板の手術のため離脱。第15節に復帰してからは不動のレギュラーとして試合に出続けた。また前年と同じく低迷するチーム事情により本来のポジションではない位置でのプレーを任せられチームの残留に貢献した。
2010年から佐藤勇人の移籍を受け、サンガの新主将に任命された。5月5日の清水戦で、史上6人目のJリーグ通算100ゴールを達成した 際、前日に第一子（長男）が誕生したことで、京都の他の出場選手と共に「ゆりかごダンス」を披露した。しかし、クラブはその後も低迷が続き、J2降格が濃厚になった11月にクラブから戦力外通告を受ける。この決定に対し、サポーターからは疑問の声が上がり、公式サイトにて声明文が発表されるJクラブでは異例の事態となった。2008年以来の凱旋となった鹿島戦では、これまでの労をねぎらった横断幕が鹿島サポーターから掲げられ、交代時には大きな拍手が沸き起こった。
2011年、ベガルタ仙台に完全移籍。背番号を今までの13から30にし、移籍会見では背番号だけの得点を決めたいと抱負を語った。開幕戦はベンチ入りしたが出番がなく、震災による中断期間中に古傷の違和感を訴え手術を決断。ベガルタでのデビューは6月16日までずれ込んだ。デビュー後も無得点が続き、特に8月20日の名古屋戦では前線からの積極的な守備によりゴールキーパーからボールを奪うものの、その後のシュートを外してしまい、試合中にもかかわらず味方の角田誠から「柳沢を交代させろ」との声が上がるなどチームの信頼を得るには至らず、ようやくJ1第27節横浜F・マリノス戦で移籍後初ゴールを決める。結局これがシーズン唯一のゴールとなり、シーズン終了を待たずに膝の手術をしたため、公式戦17試合1得点にとどまった。
2012年には中島裕希の移籍に伴い背番号13に変更。6月16日の札幌戦でようやくユアテックスタジアム仙台での初得点を記録した。奇しくも仙台の選手としてデビューして丸1年後の出来事であった。レギュラーFWの赤嶺真吾やウイルソンが絶好調と言うこともあって、決して出場機会は多くはなかったが、全試合にメンバー入りした。
2013年は開幕からしばらくは故障でメンバーから外れていたが、公式戦初先発となった4月10日のAFCチャンピオンズリーグ4節FCソウル戦で得点を決め、仙台にACL初勝利をもたらした。5月6日の名古屋戦でリーグ戦初得点を記録。柳沢のJ1での得点は16シーズン目となり、第一線を退いているFW中山雅史、神戸FW吉田孝行（同シーズン限りで引退）、G大阪MF遠藤保仁の記録を更新した。夏場にコンディションをあげ、2008年京都時代以来5年ぶりに古巣鹿島相手にも得点した。第34節FC東京戦で相手選手と交錯した際、右足小指を骨折し全治8週間と診断された。
2014年はグラハム・アーノルド新監督の元、開幕から出場機会に恵まれず、攻撃陣の不調で出番が回ってきた矢先、4月6日の浦和戦で槙野智章と競り合った際に左足腓骨を亀裂骨折し長期離脱することとなった。それでも11月2日のG大阪戦で後半ロスタイムに同点となるリーグ戦初得点を挙げ、J1リーグ戦17シーズン連続得点を記録、自身の持つJリーグ記録を更新した。そして最終節を2日後に控えた12月4日、現役引退が発表された。

### 引退後
2015年に鹿島アントラーズのコーチに就任し8年ぶりに古巣復帰した。2018年6月8日付でコーチを辞任（詳細は柳沢敦#不祥事を参照）。
2019年1月、鹿島アントラーズのユースチームのコーチに就任する事が発表された。
2025年シーズンより、鹿島アントラーズのトップチームコーチに就任。

### 不祥事
1999年6月、2000年シドニーオリンピックアジア地区第一次予選期間中に無断でチームを離れ、当時交際中の梨花と密会していたことが写真週刊誌「FOCUS」で報道された。この報道を受け、当時U-23代表監督のフィリップ・トルシエから代表を更迭された。
引退後鹿島コーチを務めていた2018年6月には、チーム遠征から無断で離れ、都内のホテルで知人の女性と密会する現場を週刊女性にスクープ報道された。この報道を受け、鹿島は規律違反処分として柳沢の自宅謹慎（無期限）を発表。柳沢は同年6月8日付でコーチを辞任した。

## プレースタイル
オフ・ザ・ボール、動き出し、スペースの作り方などに秀でた選手。運動量も豊富で、ディフェンスも巧みにこなす。ゴール前でのプレーの精度も高く、得点感覚にも優れる。鹿島時代に当時の総監督であったジーコから「オフ・ザ・ボールの動きを身につけろ。シュート練習は一切やらなくていい」と命じられ、オフ・ザ・ボールに没頭した。「点を取るだけがFWではない」と語り物議を醸したこともあるが、自身の得点がなくとも動きで得点に貢献することが多かった。
日本代表通算得点数は歴代13位の17得点、Jリーグでは引退した2014年時点で歴代10位、日本人6位となる通算108得点を記録している。

## エピソード
- 三浦知良を尊敬する[3]。
- 鹿島アントラーズや日本代表で背負うことの多かった背番号13は強化部門トップの鈴木満フットボールダイレクターによって決められたもので「西ドイツ代表FWゲルト・ミュラーにあやかってとにかく“点取り屋になってほしい”という思いで13番を与えました」と話している。その後自身は日本代表の常連となり、チームに多くのタイトルをもたらすなど、鹿島の13番を特別な背番号にしていった[40]。
- 幼稚園児だった1983年（昭和58年）10月、その年富山県で開催された第7回全国育樹祭開会式に出席していた皇太子明仁親王・同妃美智子（後の上皇・上皇后）の前で他の園児たちとお遊戯を披露した。子どもたちは美智子を「近くにお見せしたいものがある」と誘い、美智子は子どもたちと手をつないで走り出し、柳沢も美智子のすぐ後ろを走った（その瞬間の報道写真が現在も残っている）。それから18年たった2002年（平成14年）、日本代表対スウェーデン代表の親善試合を上皇夫妻が観覧した際に選手ひとりひとりに声がけをしたところ、柳沢は上皇后に「昔、富山に来られたときのことをご記憶でございますか」と尋ねた。上皇后はすぐに思い出し、柳沢が「そのときにお遊戯をしました」と明かしたところ、大変驚いていたという[41]。
- 日韓Ｗ杯を前にした2002年4月29日のスロバキア戦で、「柳沢の右足でのセンタリングが恐ろしいほど正確だ」として、トルシエが柳沢を右ウイングバックに置くプランを実行した事がある。しかし実践ではこのテストマッチ1試合だけにとどまり、アイディア倒れに終わった[42][43]。
- ドイツW杯2戦目の対クロアチア戦では右サイドの加地亮のシュートがフリーの位置に詰めていた自身に来たものの、セオリー通りの左足インサイドでなく難易度の高い右足アウトサイドを選択し決定機を逃してしまった[44]。集中力を欠いたパフォーマンスと受け取られ[45]、世界各国から批判される[46][47][48]。ジーコも柳沢を批判している[49]。これは、試合後の「急にボールが来たので」とのコメントとあいまって[50]、それまでの代表におけるパフォーマンスの象徴とみなされている[51]。この発言は「QBK」との略称が生まれるほどの反響を呼び[52][53]、同年の現代用語の基礎知識2007年版にも掲載された[54]。なお、帰国後のインタビューにおいて、「加地がシュートを打つ体勢だったから、打つと思ってキーパーにつめていこうという意識だったんですけど、シュートが急にこっちに来て、足を出して・・・。う〜ん、予測できてなかったと言えばそうだった。ああいうのに反応できてこそとは思うし、やっぱり決めるべきチャンスだったと思いますね」と弁明している[55]。また2001年11月7日に行われたキリンチャレンジカップ・イタリア戦で稲本潤一からのパスをアウトサイドからのボレーシュートで先制した[56] 記憶が、あの場面でのアウトサイド選択につながったと中山雅史が柳沢の引退セレモニー（2015年7月5日。引退試合と同日）で明かしている[57]。
- 2011年にベガルタ仙台へ移籍し、直後に東日本大震災に遭う。クラブの活動再開の目途が立たない中、市役所に電話をかけ自らボランティア登録をし、ボランティア活動に参加。リハビリ中も継続してボランティア活動を行った[58][59]。
- テレビ東京系列で放送されている「FOOT×BRAIN」において、福田正博が「柳沢と引退後に初めてプレーしたが恐ろしいFWだ。同じチームでプレーしていたら僕は倍の得点を取れた」と柳沢をFWとして高く評価していた。
- 震災を経て「僕が仙台を選んだのではなく、仙台が僕を選んでくれた」と考えるようになったと語った[59]。
- 2018年、生まれ故郷の射水市黒河地区にある黒河神社の石灯籠に初老記念として名前が刻まれた。

## 所属クラブ
ユース経歴
- 1990年 - 1992年 FCひがし
- 1993年 - 1995年 富山第一高等学校

プロ経歴
- 1996年 - 2005年7月 鹿島アントラーズ
  - 2003年 - 2004年 UCサンプドリア (レンタル移籍)
  - 2004年7月 - 2005年7月 FCメッシーナ (レンタル移籍)
- 2005年7月 - 2006年6月 FCメッシーナ
  - 2006年3月 - 同年6月 鹿島アントラーズ (レンタル移籍)
- 2006年7月 - 2007年 鹿島アントラーズ
- 2008年 - 2010年 京都サンガF.C.
- 2011年 - 2014年 ベガルタ仙台

## 個人成績
| 国内大会個人成績 | 国内大会個人成績 | 国内大会個人成績 | 国内大会個人成績 | 国内大会個人成績 | 国内大会個人成績 | 国内大会個人成績 | 国内大会個人成績 | 国内大会個人成績 | 国内大会個人成績 | 国内大会個人成績 | 国内大会個人成績 |
| 年度             | クラブ           | 背番号           | リーグ           | リーグ戦         | リーグ戦         | リーグ杯         | リーグ杯         | オープン杯       | オープン杯       | 期間通算         | 期間通算         |
| 年度             | クラブ           | 背番号           | リーグ           | 出場             | 得点             | 出場             | 得点             | 出場             | 得点             | 出場             | 得点             |
| 日本             | 日本             | 日本             | 日本             | リーグ戦         | リーグ戦         | リーグ杯         | リーグ杯         | 天皇杯           | 天皇杯           | 期間通算         | 期間通算         |
| ---------------- | ---------------- | ---------------- | ---------------- | ---------------- | ---------------- | ---------------- | ---------------- | ---------------- | ---------------- | ---------------- | ---------------- |
| 1996             | 鹿島             | -                | J                | 8                | 5                | 6                | 1                | 1                | 0                | 15               | 6                |
| 1997             | 鹿島             | 13               | J                | 25               | 8                | 9                | 2                | 5                | 2                | 39               | 12               |
| 1998             | 鹿島             | 13               | J                | 32               | 22               | 5                | 0                | 1                | 0                | 38               | 22               |
| 1999             | 鹿島             | 13               | J1               | 26               | 9                | 3                | 1                | 2                | 0                | 31               | 10               |
| 2000             | 鹿島             | 13               | J1               | 26               | 6                | 3                | 0                | 3                | 1                | 32               | 7                |
| 2001             | 鹿島             | 13               | J1               | 26               | 12               | 5                | 2                | 1                | 1                | 32               | 15               |
| 2002             | 鹿島             | 13               | J1               | 27               | 7                | 3                | 0                | 5                | 1                | 35               | 8                |
| 2003             | 鹿島             | 13               | J1               | 8                | 2                | -                | -                | -                | -                | 8                | 2                |
| イタリア         | イタリア         | イタリア         | イタリア         | リーグ戦         | リーグ戦         | イタリア杯       | イタリア杯       | オープン杯       | オープン杯       | 期間通算         | 期間通算         |
| 2003-04          | サンプドリア     | 13               | セリエA          | 15               | 0                | 3                | 0                | -                | -                | 18               | 0                |
| 2004-05          | メッシーナ       | 20               | セリエA          | 22               | 0                | 4                | 1                | -                | -                | 26               | 1                |
| 2005-06          | メッシーナ       | 13               | セリエA          | 7                | 0                | 0                | 0                | -                | -                | 7                | 0                |
| 日本             | 日本             | 日本             | 日本             | リーグ戦         | リーグ戦         | リーグ杯         | リーグ杯         | 天皇杯           | 天皇杯           | 期間通算         | 期間通算         |
| 2006             | 鹿島             | 13               | J1               | 23               | 4                | 3                | 1                | 2                | 1                | 28               | 6                |
| 2007             | 鹿島             | 13               | J1               | 19               | 5                | 6                | 2                | 5                | 2                | 30               | 9                |
| 2008             | 京都             | 13               | J1               | 32               | 14               | 6                | 1                | 2                | 0                | 40               | 15               |
| 2009             | 京都             | 13               | J1               | 22               | 4                | 5                | 1                | 2                | 1                | 29               | 6                |
| 2010             | 京都             | 13               | J1               | 31               | 3                | 5                | 3                | 2                | 0                | 38               | 6                |
| 2011             | 仙台             | 30               | J1               | 17               | 1                | 1                | 0                | 0                | 0                | 18               | 1                |
| 2012             | 仙台             | 13               | J1               | 16               | 2                | 4                | 0                | 2                | 0                | 22               | 2                |
| 2013             | 仙台             | 13               | J1               | 20               | 3                | 0                | 0                | 1                | 0                | 21               | 3                |
| 2014             | 仙台             | 13               | J1               | 13               | 1                | 0                | 0                | 1                | 1                | 14               | 2                |
| 通算             | 日本             | 日本             | J1               | 371              | 108              | 64               | 14               | 35               | 10               | 470              | 132              |
| 通算             | イタリア         | イタリア         | セリエA          | 44               | 0                | 7                | 1                | -                | -                | 51               | 1                |
| 総通算           | 総通算           | 総通算           | 総通算           | 415              | 108              | 71               | 15               | 35               | 10               | 521              | 133              |

その他の公式戦
- 1997年
  - スーパーカップ 1試合2得点
  - Jリーグチャンピオンシップ 2試合0得点
- 1998年
  - スーパーカップ 1試合1得点
  - Jリーグチャンピオンシップ 2試合0得点
- 1999年
  - スーパーカップ 1試合1得点
- 2000年
  - Jリーグチャンピオンシップ 2試合0得点
- 2001年
  - スーパーカップ 1試合0得点
  - Jリーグチャンピオンシップ 2試合0得点
- 2002年
  - スーパーカップ 1試合0得点

| 国際大会個人成績 | 国際大会個人成績 | 国際大会個人成績 | 国際大会個人成績 | 国際大会個人成績 |
| 年度             | クラブ           | 背番号           | 出場             | 得点             |
| AFC              | AFC              | AFC              | ACL              | ACL              |
| ---------------- | ---------------- | ---------------- | ---------------- | ---------------- |
| 2002-03          | 鹿島             | 13               | 0                | 0                |
| 2013             | 仙台             | 13               | 3                | 1                |
| 通算             | AFC              | AFC              | 3                | 1                |

その他の国際公式戦
- 1998-99年
  - アジアカップウィナーズカップ 5試合2得点
- 2003年
  - A3チャンピオンズカップ 2試合1得点
- その他の大会通算成績 32試合13得点
- 鹿島アントラーズ通算成績 1996-2003, 2006-2007年：324試合110得点
- 京都サンガF.C通算成績 2008-2010年：107試合27得点
- ベガルタ仙台通算成績 2011-2014年：78試合8得点

## 代表歴

### 出場大会
- U-20日本代表
  - 1997年 1997 FIFAワールドユース選手権（ベスト8）
- U-23日本代表
  - 2000年 シドニーオリンピック（ベスト8）
- 日本代表
  - 2000年 AFCアジアカップ2000（優勝）
  - 2002年 2002 FIFAワールドカップ（ベスト16）
  - 2005年 FIFAコンフェデレーションズカップ2005（グループリーグ敗退）
  - 2006年 2006 FIFAワールドカップ（グループリーグ敗退）

### 試合数
- 国際Aマッチ 58試合 17得点(1998年 - 2006年)[1]

| 日本代表 | 国際Aマッチ | 国際Aマッチ |
| 年       | 出場        | 得点        |
| -------- | ----------- | ----------- |
| 1998     | 2           | 0           |
| 1999     | 4           | 0           |
| 2000     | 10          | 4           |
| 2001     | 6           | 5           |
| 2002     | 9           | 0           |
| 2003     | 5           | 2           |
| 2004     | 8           | 2           |
| 2005     | 10          | 4           |
| 2006     | 4           | 0           |
| 通算     | 58          | 17          |

### 出場
| No. | 開催日         | 開催都市             | スタジアム                         | 対戦相手                 | 結果        | 監督                 | 大会                       |
| --- | -------------- | -------------------- | ---------------------------------- | ------------------------ | ----------- | -------------------- | -------------------------- |
| 1.  | 1998年02月15日 | アデレード           |                                    | オーストラリア           | ○3-0        | 岡田武史             | 国際親善試合               |
| 2.  | 1998年04月01日 | ソウル               |                                    | 韓国                     | ●1-2        | 岡田武史             | ワールドカップ記念試合     |
| 3.  | 1999年03月31日 | 東京都               | 国立霞ヶ丘競技場陸上競技場         | ブラジル                 | ●0-2        | フィリップ・トルシエ | キリンビバレッジ           |
| 4.  | 1999年06月03日 | 東京都               | 国立霞ヶ丘競技場陸上競技場         | ベルギー                 | △0-0        | フィリップ・トルシエ | キリンカップ               |
| 5.  | 1999年06月06日 | 神奈川県             | 横浜国際総合競技場                 | ペルー                   | △0-0        | フィリップ・トルシエ | キリンカップ               |
| 6.  | 1999年09月08日 | 神奈川県             | 横浜国際総合競技場                 | イラン                   | △1-1        | フィリップ・トルシエ | キリンチャレンジ           |
| 7.  | 2000年04月26日 | ソウル               |                                    | 韓国                     | ●0-1        | フィリップ・トルシエ | 国際親善試合               |
| 8.  | 2000年06月04日 | カサブランカ         |                                    | フランス                 | △2-2(PK2-4) | フィリップ・トルシエ | ハッサン2世杯              |
| 9.  | 2000年06月06日 | カサブランカ         |                                    | ジャマイカ               | ○4-0        | フィリップ・トルシエ | ハッサン2世杯              |
| 10. | 2000年06月11日 | 宮城県               | 宮城スタジアム                     | スロバキア               | △1-1        | フィリップ・トルシエ | キリンカップ               |
| 11. | 2000年06月18日 | 神奈川県             | 横浜国際総合競技場                 | ボリビア                 | ○2-0        | フィリップ・トルシエ | キリンカップ               |
| 12. | 2000年08月16日 | 広島県               | 広島広域公園陸上競技場             | アラブ首長国連邦         | ○3-1        | フィリップ・トルシエ | キリンチャレンジ           |
| 13. | 2000年10月14日 | サイダ               |                                    | サウジアラビア           | ○4-1        | フィリップ・トルシエ | アジアカップ               |
| 14. | 2000年10月26日 | ベイルート           |                                    | 中華人民共和国           | ○3-2        | フィリップ・トルシエ | アジアカップ               |
| 15. | 2000年10月29日 | ベイルート           |                                    | サウジアラビア           | ○1-0        | フィリップ・トルシエ | アジアカップ               |
| 16. | 2000年12月20日 | 東京都               | 国立霞ヶ丘競技場陸上競技場         | 韓国                     | △1-1        | フィリップ・トルシエ | キリンビバレッジ           |
| 17. | 2001年07月01日 | 北海道               | 札幌ドーム                         | パラグアイ               | ○2-0        | フィリップ・トルシエ | キリンカップ               |
| 18. | 2001年07月04日 | 大分県               | 大分スポーツ公園総合競技場         | ユーゴスラビア           | ○1-0        | フィリップ・トルシエ | キリンカップ               |
| 19. | 2001年08月15日 | 静岡県               | 静岡県小笠山総合運動公園スタジアム | オーストラリア           | ○3-0        | フィリップ・トルシエ | AFC/OFCチャレンジカップ    |
| 20. | 2001年10月04日 | ランス               |                                    | セネガル                 | ●0-2        | フィリップ・トルシエ | 国際親善試合               |
| 21. | 2001年10月07日 | サザンプトン         |                                    | ナイジェリア             | △2-2        | フィリップ・トルシエ | 国際親善試合               |
| 22. | 2001年11月07日 | 埼玉県               | 埼玉スタジアム2002                 | イタリア                 | △1-1        | フィリップ・トルシエ | キリンチャレンジカップ     |
| 23. | 2002年03月21日 | 大阪府               | 長居陸上競技場                     | ウクライナ               | ○1-0        | フィリップ・トルシエ | キリンチャレンジカップ     |
| 24. | 2002年04月17日 | 神奈川県             | 横浜国際総合競技場                 | コスタリカ               | △1-1        | フィリップ・トルシエ | キリンチャレンジカップ     |
| 25. | 2002年04月29日 | 東京都               | 国立霞ヶ丘競技場陸上競技場         | スロバキア               | ○1-0        | フィリップ・トルシエ | キリンカップ               |
| 26. | 2002年05月14日 | オスロ               |                                    | ノルウェー               | ●0-3        | フィリップ・トルシエ | 国際親善試合               |
| 27. | 2002年05月25日 | 東京都               | 国立霞ヶ丘競技場陸上競技場         | スウェーデン             | △1-1        | フィリップ・トルシエ | キリンチャレンジカップ     |
| 28. | 2002年06月04日 | 埼玉県               | 埼玉スタジアム2002                 | ベルギー                 | △2-2        | フィリップ・トルシエ | ワールドカップ             |
| 29. | 2002年06月09日 | 神奈川県             | 横浜国際総合競技場                 | ロシア                   | ○1-0        | フィリップ・トルシエ | ワールドカップ             |
| 30. | 2002年06月14日 | 大阪府               | 長居陸上競技場                     | チュニジア               | ○2-0        | フィリップ・トルシエ | ワールドカップ             |
| 31. | 2002年10月16日 | 東京都               | 国立霞ヶ丘競技場陸上競技場         | ジャマイカ               | △1-1        | ジーコ               | キリンチャレンジカップ     |
| 32. | 2003年08月20日 | 東京都               | 国立霞ヶ丘競技場陸上競技場         | ナイジェリア             | ○3-0        | ジーコ               | キリンチャレンジカップ     |
| 33. | 2003年09月10日 | 新潟県               | 新潟スタジアム                     | セネガル                 | ●0-1        | ジーコ               | キリンチャレンジカップ     |
| 34. | 2003年10月08日 | チュニス             |                                    | チュニジア               | ○1-0        | ジーコ               | 国際親善試合               |
| 35. | 2003年10月11日 | ブカレスト           |                                    | ルーマニア               | △1-1        | ジーコ               | 国際親善試合               |
| 36. | 2003年11月19日 | 大分県               | 大分スポーツ公園総合競技場         | カメルーン               | △0-0        | ジーコ               | キリンチャレンジカップ     |
| 37. | 2004年02月12日 | 東京都               | 国立霞ヶ丘競技場陸上競技場         | イラク                   | ○2-0        | ジーコ               | 国際親善試合               |
| 38. | 2004年02月18日 | 埼玉県               | 埼玉スタジアム2002                 | オマーン                 | ○1-0        | ジーコ               | ワールドカップ予選         |
| 39. | 2004年03月31日 | シンガポール         |                                    | シンガポール             | ○2-1        | ジーコ               | ワールドカップ予選         |
| 40. | 2004年04月28日 | プラハ               |                                    | チェコ                   | ○1-0        | ジーコ               | 国際親善試合               |
| 41. | 2004年05月30日 | マンチェスター       |                                    | アイスランド             | ○3-2        | ジーコ               | 国際親善試合               |
| 42. | 2004年06月01日 | マンチェスター       |                                    | イングランド             | △1-1        | ジーコ               | 国際親善試合               |
| 43. | 2004年07月09日 | 広島県               | 広島広域公園陸上競技場             | スロバキア               | ○3-1        | ジーコ               | キリンカップ               |
| 44. | 2004年07月13日 | 神奈川県             | 横浜国際総合競技場                 | セルビア・モンテネグロ   | ○1-0        | ジーコ               | キリンカップ               |
| 45. | 2005年03月25日 | テヘラン             |                                    | イラン                   | ●1-2        | ジーコ               | ワールドカップ予選         |
| 46. | 2005年06月03日 | マナマ               |                                    | バーレーン               | ○1-0        | ジーコ               | ワールドカップ予選         |
| 47. | 2005年06月08日 | バンコク             |                                    | 北朝鮮                   | ○2-0        | ジーコ               | ワールドカップ予選         |
| 48. | 2005年06月16日 | ハノーバー           |                                    | メキシコ                 | ●1-2        | ジーコ               | コンフェデレーションカップ |
| 49. | 2005年06月19日 | フランクフルト       |                                    | ギリシャ                 | ○1-0        | ジーコ               | コンフェデレーションカップ |
| 50. | 2005年06月22日 | ケルン               |                                    | ブラジル                 | △2-2        | ジーコ               | コンフェデレーションカップ |
| 51. | 2005年09月07日 | 宮城県               | 宮城スタジアム                     | ホンジュラス             | ○5-4        | ジーコ               | キリンチャレンジカップ     |
| 52. | 2005年10月08日 | リガ                 |                                    | ラトビア                 | △2-2        | ジーコ               | 国際親善試合               |
| 53. | 2005年10月12日 | キエフ               |                                    | ウクライナ               | ●0-1        | ジーコ               | 国際親善試合               |
| 54. | 2005年11月16日 | 東京都               | 国立霞ヶ丘競技場陸上競技場         | アンゴラ                 | ○1-0        | ジーコ               | キリンチャレンジカップ     |
| 55. | 2006年02月28日 | ドルトムント         |                                    | ボスニア・ヘルツェゴビナ | △2-2        | ジーコ               | 国際親善試合               |
| 56. | 2006年05月30日 | レバークーゼン       |                                    | ドイツ                   | △2-2        | ジーコ               | 国際親善試合               |
| 57. | 2006年06月12日 | カイザースラウテルン |                                    | オーストラリア           | ●1-3        | ジーコ               | ワールドカップ             |
| 58. | 2006年06月18日 | ニュルンベルク       |                                    | クロアチア               | △0-0        | ジーコ               | ワールドカップ             |

### ゴール
| #   | 開催年月日     | 開催地       | 対戦国                 | 勝敗 | 試合概要                             |
| --- | -------------- | ------------ | ---------------------- | ---- | ------------------------------------ |
| 1.  | 2000年6月6日   | モロッコ     | ジャマイカ             | ○4-0 | 親善試合                             |
| 2.  | 2000年6月18日  | 日本         | ボリビア               | ○2-0 | キリンカップサッカー2000             |
| 3.  | 2000年6月18日  | 日本         | ボリビア               | ○2-0 | キリンカップサッカー2000             |
| 4.  | 2000年10月14日 | レバノン     | サウジアラビア         | ○4-1 | AFCアジアカップ2000                  |
| 5.  | 2001年8月15日  | 日本         | オーストラリア         | ○3-0 | 親善試合                             |
| 6.  | 2001年7月1日   | 日本         | パラグアイ             | ○2-0 | キリンカップサッカー2001             |
| 7.  | 2001年7月1日   | 日本         | パラグアイ             | ○2-0 | キリンカップサッカー2001             |
| 8.  | 2001年10月7日  | イングランド | ナイジェリア           | △2-2 | 親善試合                             |
| 9.  | 2001年11月7日  | 日本         | イタリア               | △1-1 | 親善試合                             |
| 10. | 2003年10月8日  | チュニジア   | チュニジア             | ○1-0 | 親善試合                             |
| 11. | 2003年10月11日 | ルーマニア   | ルーマニア             | △1-1 | 親善試合                             |
| 12. | 2004年2月12日  | 日本         | イラク                 | ○2-0 | 親善試合                             |
| 13. | 2004年7月9日   | 日本         | スロバキア             | ○3-1 | キリンカップサッカー2004             |
| 14. | 2005年6月8日   | タイ         | 朝鮮民主主義人民共和国 | ○2-0 | 2006 FIFAワールドカップ・アジア予選  |
| 15. | 2005年6月16日  | ドイツ       | メキシコ               | ●1-2 | FIFAコンフェデレーションズカップ2005 |
| 16. | 2005年9月7日   | 日本         | ホンジュラス           | ○5-4 | 親善試合                             |
| 17. | 2005年9月7日   | 日本         | ホンジュラス           | ○5-4 | 親善試合                             |

## 指導歴
- 2015年 - 鹿島アントラーズ
  - 2015年 - 2018年6月 トップチーム コーチ
  - 2019年 - 2020年 ユース コーチ
  - 2021年 - 2024年 ユース 監督
  - 2025年 - トップチーム コーチ

## タイトル

### クラブ
鹿島アントラーズ
- Jリーグ：5回（1996年、1998年、2000年、2001年、2007年）
- ヤマザキナビスコカップ：3回（1997年、2000年、2002年）
- 天皇杯全日本サッカー選手権大会：3回（1997年、2000年、2007年）
- FUJI XEROX SUPER CUP：3回（1997年、1998年、1999年）
- A3チャンピオンズカップ：1回（2003年）

### 代表
- AFCアジアカップ：1回（2000年）

### 個人
- 1997年 - Jリーグ新人王、Jリーグ優秀新人賞
- 1998年 - Jリーグベストイレブン、Jリーグ優秀選手賞
- 1998年 - 富山県イメージアップ賞、日本プロスポーツ大賞新人賞
- 2001年 - Jリーグベストイレブン、日本年間最優秀選手賞、Jリーグ優秀選手賞
- 2002年 - 茨城県特別功労賞
- 2008年 - J'sGOAL月間MIP（7月）、Jリーグベストイレブン、Jリーグ優秀選手賞
- 2015年 - アントラーズ功労賞、 Jリーグ功労選手賞

## 引退試合
2015年7月5日に中田浩二、新井場徹と合同での引退試合が行われた。
| 2015年7月5日 14:06 |

| ANTLERS LEGENDS                                                                          | 5 - 2      | KAY FRIENDS                   |
| 柳沢敦 15分 · 新井場徹 39分 · 興梠慎三 64分 · 中田浩二 84分 (PK) · マルキーニョス 90+1分 | 公式サイト | 三浦知良 29分 · 福西崇史 43分 |

| 茨城県立カシマサッカースタジアム 観客数: 20,503人 主審: 宮島一代 |

### 出場選手
ANTLERS LEGENDS
- 監督：トニーニョ・セレーゾ、鈴木満
- GK：1.佐藤洋平、21.曽ヶ端準、47.古川昌明
- DF：2.名良橋晃、3.秋田豊、4.奥野僚右、5.池内友彦、6.中田浩二、7.新井場徹、15.室井市衛、22.内田篤人[注 1]、25.中村祥朗、45.大岩剛
- MF：10.本山雅志、14.増田忠俊、16.本田拓也、17.鬼木達、20.阿部敏之、23.山口武士、40.小笠原満男、46.石井正忠、66.本田泰人
- FW：8.興梠慎三、9.平瀬智行、11.長谷川祥之、13.柳沢敦、18.マルキーニョス、19.田代有三、30.鈴木隆行

KAY FRIENDS
- 監督：山本昌邦
- GK：1.楢﨑正剛、12.都築龍太、24.武田博行
- DF：2.鈴木秀人、3.木場昌雄、5.田中誠、16.山田暢久、19.坪井慶介、21.波戸康広、22.中澤佑二
- MF：4.戸田和幸、6.服部年宏、7.名波浩、8.森島寛晃、10.中村俊輔、14.三浦淳寛、15.酒本憲幸、17.稲本潤一[注 1]、23.福西崇史、44.小野伸二
- FW：9.中山雅史、11.三浦知良、13.船越優蔵、18.城彰二、20.久保竜彦

## 出演

### CM
- 昭和産業
  - 「油汚れの少ない唐揚げ粉」 (1999年)
  - 「天ぷら粉・黄金の粉」 (1999年)
- 日清食品「焼豚屋」 (2002年)
  - 『バス篇』 - 本山雅志との共演
  - 『飛行機篇』 - 本山雅志との共演

## 作品

### 書籍
- 俺のシュートを受けてみろ!-若きストライカーの自画像 (1997年、主婦と生活社、ISBN 4391120364)
- 柳沢敦（鹿島アントラーズ）カレンダー2003 (2002年、ハゴロモ、ISBN 489495317X)

### DVD
- 柳沢敦DVDバイオグラフィーAの肖像 (2003年)